# 12790 Cernan
12790 Cernan è un asteroide della fascia principale. Scoperto nel 1995, presenta un'orbita caratterizzata da un semiasse maggiore pari a 2,3963957 UA e da un'eccentricità di 0,0817790, inclinata di 4,34256° rispetto all'eclittica.